# Seleukos 3. af Seleukideriget
Seleukos 3. Keraunos (ca. 243 f.Kr. – 221 f.Kr.) var konge af Seleukideriget 225 f.Kr. til 221 f.Kr.
Seleukos 3. var søn af kong Seleukos 2. Kallinikos og dronning Laodike 2. Han efterfulgte faderen på tronen i 225 f.Kr.
Seleukos 3. blev snigmyrdet af folk fra sin egen hær under et felttog i Lilleasien mod Attalos 1. af Pergamon. Han blev efterfulgt af broderen Antiochos 3. den Store og efterlod sig ingen sønner eller døtre.